# Indywidualne Mistrzostwa Polski w Zapasach 1934
10. Mistrzostwa Polski w Zapasach 1934 – zawody sportowe, które odbyły się 17 i 18 marca 1934 w Łodzi.
Mistrzostwa rozegrano w stylu klasycznym.

## Medaliści
| Kategoria:  | Złoto:                                      | Srebro:                                | Brąz:                              |
| 58 kg       | Zygmunt Mianowski Legia Warszawa            | Budziński Poznań                       | Antoni Rokita Rywal Warszawa       |
| 62 kg       | Bronisław Pyć YMCA Warszawa                 | Ryszard Dworok Strzelec Nowy Bytom     | Karol Kucharczyk Śląsk             |
| 67 kg       | Henryk Szlązak Legia Warszawa               | Władysław Bajorek Wisła Kraków         | Jan Breitkopf Kolejowy KS Katowice |
| 73 kg       | Feliks Rejniak YMCA Warszawa                | Zalewski Warszawa                      | Andrzej Zembrzuski Legia Warszawa  |
| 79 kg       | Witalis Książkiewicz Elektryczność Warszawa | Piotr Neuff Elektryczność Warszawa     | Piaskowski Warszawa                |
| 87 kg       | Tomasz Gwóźdź Jedność Nowy Bytom            | Czesław Kiela YMCA Warszawa            | Henryk Hebda Legia Warszawa        |
| ponad 87 kg | Jerzy Puciata Legia Warszawa                | Władysław Elsner-Zawadzki Flota Gdynia | Jan Skrodzki YMCA Warszawa         |